# Draba smithii
Draba smithii là một loài thực vật có hoa trong họ Cải. Loài này được Gilg & O.E.Schulz mô tả khoa học đầu tiên năm 1927.